# Platystele microscopica
Platystele microscopica är en orkidéart som beskrevs av Carlyle August Luer. Platystele microscopica ingår i släktet Platystele och familjen orkidéer. Inga underarter finns listade i Catalogue of Life.